# ナゴール
ナゴール（英語:Naghol/ N'Gol、ナゴル）は、バヌアツのニューヘブリディーズ諸島ペンテコスト島で行われている成人への通過儀礼。木で組み上げた数十メートルにもなるやぐらから、足に命綱としてツタをくくりつけて飛び降りる。現在では、足のツタをゴムひもやワイヤロープに変えてアトラクションにしたものが、バンジージャンプとして世界各国に広まっている。

## 概要
島の言い伝えによると、ナゴールの起源は10世紀頃のことで、暴力をふるう夫から逃げた妻が登った木から飛び降り、それを追って飛び降りた夫は死亡したが、妻は足を長いツタで縛っていたため助かった。この出来事が、現在の成人への通過儀礼や豊作祈願の行事へと変化したという。また、主食であるヤムイモの作柄を占うために始まったとも言われる。